# کری پوتارست
کری پوتارست (انگلیسی: Kerri Pottharst؛ زادهٔ ۲۵ ژوئن ۱۹۶۵) بازیکن والیبال ساحلی اهل استرالیا بود.